# Штраубенгардт
Штраубенгардт (нім. Straubenhardt) — громада в Німеччині, знаходиться в землі Баден-Вюртемберг. Підпорядковується адміністративному округу Карлсруе. Входить до складу району Енц.
Площа — 33,08 км2. Населення становить 11 372 ос. (станом на 31 грудня 2020).